# Sixième Édition

Sixième Édition (Front Page Woman) est un film américain réalisé par Michael Curtiz, sorti en 1935.

## Synopsis
Une journaliste rivalise avec un collègue misogyne sur fond d'enquête policière.

## Fiche technique
- Titre : Sixième Édition
- Titre original : Front Page Woman
- Réalisation : Michael Curtiz
- Scénario : Laird Doyle, Lillie Hayward et Roy Chanslor d'après une histoire de Richard Macaulay
- Dialogues : Laird Doyle
- Société de production : Warner Bros. Pictures
- Photographie : Tony Gaudio
- Montage : Terry O. Morse
- Directeur musical : Leo F. Forbstein
- Musique : Heinz Roemheld (non crédité)
- Direction artistique : John Hughes
- Pays de production : États-Unis
- Format : Noir et blanc - Son : Mono
- Genre : Comédie
- Durée : 82 minutes
- Date de sortie : 20 juillet 1935 (USA)

## Distribution
- Bette Davis : Ellen Garfield
- George Brent : Curt Devlin
- Roscoe Karns : Toots O'Grady
- Wini Shaw : Inez Cordoza
- Walter Walker : Juge Hugo Rickard
- J. Carrol Naish : Robert Cardoza
- Gordon Westcott : Maitland Coulter
- Dorothy Dare : Mae LaRue
- June Martel : Olive Wilson
- Joseph Crehan : Spike Kiley
- J. Farrell MacDonald : Hallohan

Acteurs non crédités
- Charles Delaney : Journaliste
- Adrian Morris : Garde
- Frank Sheridan : Directeur de la prison
- Mary Treen : Infirmière